# Vibe ON!MUSIC
Vibe ON! MUSICは、広島エフエム放送の音楽ワイド番組。2005年10月～2013年３月28にまで放送された。2010年3月までは番組名にDJの冠があり、2010年4月1日より現行タイトルとなった。この項の他にもキムラミチタのVibe ON!MUSIC や冨永晃道のVibe ON!MUSICを参考されたい。

## 概要
3年間放送された冨永晃道のVibe ON!MUSICを引き継いでスタートした。現行タイトルでは、2010年4月1日にスタート放送時間は毎週月〜木曜日17：00〜18：50。通称：バイオン。2013年3月28日をもって終了した（2013年3月14日の番組終了時に永松ケンシが公表した）。後継番組は広島エフエム放送の笹原綾乃アナウンサーと「サンフレッチェ・ラジオ・サポーターズクラブ “GOA〜L”」を担当している貢藤十六がDJを務める「5COLORS」。（2017年3月終了）

## DJ（2010年4月～最終回まで）
- （月・火）タケモトコウジ
- （水・木）永松ケンシ

## DJの変遷
| 期間    | 期間   | タイトル                     | 月             | 火             | 水           | 木           |
| ------- | ------ | ---------------------------- | -------------- | -------------- | ------------ | ------------ |
| 2005.10 | 2007.3 | キムラミチタのVibe ON! MUSIC | キムラミチタ   | キムラミチタ   | キムラミチタ | キムラミチタ |
| 2007.4  | 2010.3 | 冨永晃道のVibe ON! MUSIC     | 冨永晃道       | 冨永晃道       | 冨永晃道     | 冨永晃道     |
| 2010.4  | 2013.3 | Vibe ON!MUSIC                | タケモトコウジ | タケモトコウジ | 永松ケンシ   | 永松ケンシ   |

## タイムテーブル
- 17:00 オープニング
- 17:05 HFMトラフィックインフォメーション＜提供：（火・木）もみじカード、（水）木下組＞
- 17:30 HFMトラフィックインフォメーション＜提供：中国新聞社＞
- 17:36 HFMヘッドラインニュース
- 17:40（水）Vibe ON! BOOK RECOMMEND＜提供：廣文館＞

- 18:05 HFMトラフィックインフォメーション
- 18:30 HFMトラフィックインフォメーション
- 18:35

（月）HFMチャート
（水）HAND's TWO HANDS
（木）Thunders Cafe

## 備考
タケモトはHFM初登場のDJ,永松は現在MAZDA ミュージック・ビークルを担当しているが、生放送ワイド番組は永松ケンシのHEART ROCK FRIDAY以来2年ぶりの登場となる。

## リンク
- Vibe ON! MUSIC番組ホームページ

| 広島エフエム放送 月〜木曜の夕方ワイド番組 | 広島エフエム放送 月〜木曜の夕方ワイド番組 | 広島エフエム放送 月〜木曜の夕方ワイド番組 |
| 前番組                                    | 番組名                                    | 次番組                                    |
| ----------------------------------------- | ----------------------------------------- | ----------------------------------------- |
| 冨永晃道のVibe ON!MUSIC                   | Vibe ON!MUSIC                             | 5COLORS                                   |